# Mananália
Mananália (em armênio: Մանանաղի; romaniz.: Mananałi; lit. "terra dos maneus"), Mais tarde chamado vale de Lacloi e Alto Derzena, segundo a Geografia de Ananias de Siracena (século VII), foi um cantão (gavar) da província (ascar) de Alta Armênia, no Reino da Armênia. Compreendia uma área de 2 775 quilômetros quadrados entre o rio Manana (atual Tusla) e os montes Baguirbaba-Hache. Sua principal cidade chamava-se Bazanis (Vžan). No processo de cristianização da Armênia, foi concedido como parte da propriedade da Igreja.
No tempo da Paz de Acilisena de 387, foi um dos territórios mantidos no reino de Cosroes IV e depois na Armênia sassânida (428–645/6), mas em data incerta, foi incorporado pelo Império Bizantino no território da província de Armênia Interior. Em 450, o bispo de Mananália compareceu ao Concílio de Artaxata, mas ele não foi registrado no Primeiro (505) e Segundo Concílio de Dúbio (555), o que indica que a transferência ocorreu entre 450 e 505, pois, de modo geral, bispos bizantinos não compareciam aos concílios eclesiásticos realizados na Armênia sassânida. Robert Hewsen argumentou que provavelmente ocorreu durante o reinado de Leão I, o Trácio (r. 457–474), haja vista Bazanis ter sido renomeada Leontópolis, quiçá em compensação pela neutralidade imperial durante a revolta de Vardanes II (450–451) contra a autoridade do xainxá Isdigerdes II (r. 438–457).
Em 528, com a reorganização das províncias armênias do Império Bizantino sob Justiniano I (r. 527–565), fez parte da Armênia Magna até sua eventual transferência, em 536, à Armênia Prima, que compreendia toda a Armênia Interior e antigos territórios da Armênia Prima original. A província existiria até o reinado de Heráclio (r. 610–641). No primeiro cartel do século XI, as províncias de Taique (Ibéria), Bassiana e Teodosiópolis e os distritos de Bagrauandena, Apaúnia e Taraunitis foram divididos entre os Ducados da Ibéria e Cáldia bizantinos. Em 1048, Bassiana, a região entre Teodosiópolis e Arzena e também o distrito de Mananália, perto do rio Tusla, foram saqueados em 1048 pelo general seljúcida Ibraim Inal.